# The Apocalyptic Triumphator
«The Apocalyptic Triumphator» — третій студійний альбом гурту Archgoat, виданий 27 січня 2015 року. Посідав 6-те місце в Suomen virallinen lista.

## Опис
Лірика текстів Кая Пуолаканахо. Автор обкладинки Кріс Мойен.
| Інформація про композиції | Інформація про композиції                   | Інформація про композиції |
| #                         | Назва                                       | Тривалість                |
| ------------------------- | ------------------------------------------- | ------------------------- |
| 1.                        | «Intro (Left Hand Path)» (інструментальна)  | 00:57                     |
| 2.                        | «Nuns, Cunts & Darkness»                    | 03:40                     |
| 3.                        | «The Apocalyptic Triumphator»               | 03:43                     |
| 4.                        | «Phallic Desecrator of Sacred Gates»        | 02:10                     |
| 5.                        | «Grand Luciferian Theophany»                | 04:54                     |
| 6.                        | «Those Below (Who Dwell in Hell)»           | 05:14                     |
| 7.                        | «Intro (Right Hand Path)» (інструментальна) | 00:35                     |
| 8.                        | «Congregation of Circumcised»               | 02:42                     |
| 9.                        | «Sado-Magical Portal»                       | 04:04                     |
| 10.                       | «Light of Phosphorus»                       | 04:44                     |
| 11.                       | «Profanator of the 1st Commandment»         | 03:34                     |
| 12.                       | «Funeral Pyre of Trinity»                   | 04:59                     |
| 41:16                     |                                             |                           |

## Склад на момент запису

### Archgoat
- Райнер «Lord Angelslayer» Пуолаканахо — вокал
- Томас «Sinisterror» Карпінен — ударні
- Кай «Ritual Butcherer» Пуолаканахо — гітара, бас, лірика

### Запрошені виконавці
- Лаурі «Werwolf» Пенттіла — бек-вокал
- Рісто «Diabolus Sylvarum» Суомі — клавішні[6]